# Antonio Del Grande
Antonio Del Grande (Roma, 1607 – Roma, 1679) è stato un architetto italiano.

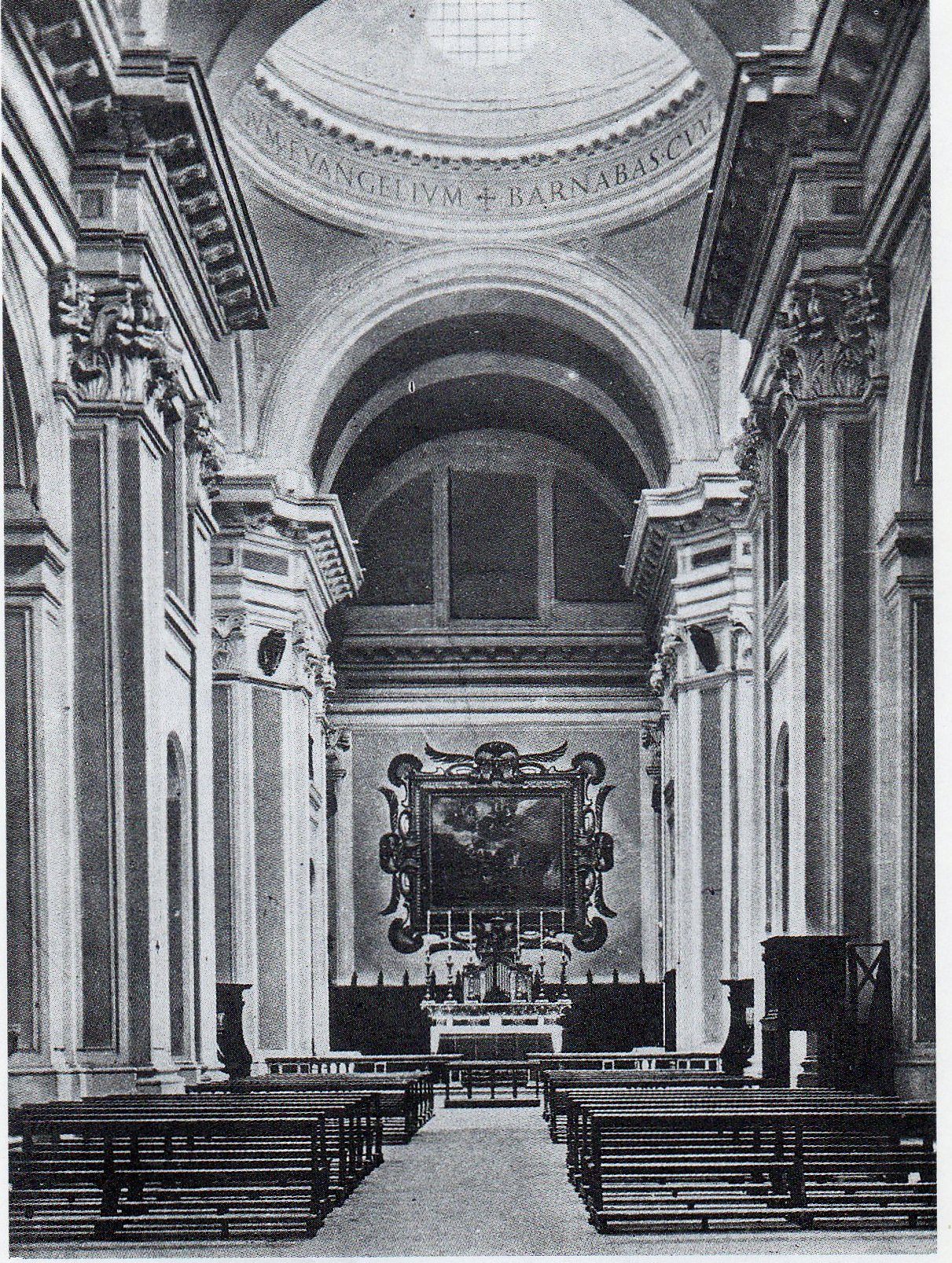
La Navata centrale di San Barnaba, di A. Del Grande

Esercitò a Roma e dintorni a cavallo della metà del Seicento, progettando per il cardinale Girolamo Colonna la Basilica di San Barnaba a Marino e la Collegiata di Rocca di Papa.
Progettò inoltre, su commissione di Papa Innocenzo X Pamphilj (1644-1655), le Carceri nuove in Roma, considerato il primo esempio di carcere moderno. Per la famiglia del pontefice curò anche la sistemazione del palazzo Doria Pamphilj sulla piazza del Collegio Romano a Roma.

## Progetti
- Basilica di San Barnaba, Marino
- Parrocchiale di Santa Maria Assunta, Rocca di Papa
- Palazzo Colonna, Roma